# Francis Josse
Pour les articles homonymes, voir Josse.
Francis Josse (né le 21 octobre 1915 à Paris et mort le 24 avril 1991 à Dreux,) est un scénariste et un dessinateur de bande dessinée.

## Biographie
Il devient dessinateur en 1934 après avoir étudié à l'École des Arts Appliqués. Il illustre la bande dessinée Marc le Téméraire que l'on retrouve dans la revue pronazie Le Téméraire. Après la Libération, il est engagé par la revue communiste Vaillant puis adapte de nombreux romans sous forme de bande-dessinée.

## Œuvres
- Marc le Téméraire (1943-1944)
- Les Trois mousquetaires (1948-1951)
- L'Ile Mystérieuse (1954-1955)
- Le Chevalier de Maison Rouge
- Cagliostro
- Maman Rose
- Le Bossu
- Les grandes espérances
- Monte-Cristo